# Horní Němčice
Obec Horní Němčice (německy Ober Niemtschitz) se nachází v okrese Jindřichův Hradec v Jihočeském kraji. Obec leží na Moravě 13,5 km jihozápadně od Telče, těsně při historické česko-moravské hranici. Žije zde 86 obyvatel.

## Přírodní poměry
Obec leží na pravém břehu údolí Studenského potoka, v severovýchodní  části Jindřichohradecké  pahorkatiny. Katastr obce zahrnuje území mezi údolími Bolíkovského potoka na východě a Studenského potoka a Hamerského potoka na západě. Na hřbetu mezi Studenským a Bolíkovským potokem probíhá hlavní evropské rozvodí mezi Dunajem a Labem. První odvádí vody do povodí Lužnice a Labe, druhý do Moravské Dyje a Dunaje. Nad povrch hřbetů mezi údolími vystupují osamocené vyvýšeniny jako Vrchy 642 m n. m. nebo Kopaniny 643 m n. m. severozápadně od obce. V území se střídají mrákotínské žuly s kordieritickými rulami, na východním svahu Studenského potoka v Horních Němčicích byly v provozu velké žulové lomy. (M. Hrádek)

## Historie
První písemná zmínka o obci pochází z roku 1368, kdy je uvedena v zemských deskách jako Nempczicz. Od 15. století je zmiňován svobodný dvůr, na konci 16. století tvrz, ovčárna a pivovar. Od roku 1610 náležely dačickému panství, jemuž patřily až do roku 1849. Před třicetiletou válkou bylo v Horních Němčicích 20 usedlostí, z toho zůstalo za války osazeno 18 a 2 zpustly.
Podle vceňovacího operátu žilo roce 1843 v Horních Němčicích 267 obyvatel, z toho 122 mužů a 145 žen ve 42 domech a 68 domácnostech. Z nich se 16 živilo zemědělstvím, 6 živnostmi a 2 obojím, vedle 44 nádeníků. Desátky se odváděly panství Dačice a faře ve Studené. Z Horních Němčic se jezdilo na týdenní čtvrteční trhy do Kunžaku. V roce 1850 měla 293 obyvatel.

### Správní začlenění obce od roku 1850
V letech 1850 až 1855 podléhaly politické pravomoci Podkrajského úřadu v Dačicích. Když byly roku 1868 opět odděleny veřejná správa a soudnictví, vrátily se pod politickou pravomoc Okresního hejtmanství v Dačicích, od roku 1919 okresní správy politické a od 1928 okresního úřadu v Dačicích.
Po osvobození v květnu 1945 náležely pod Okresní národní výbor v Dačicích a Okresní soud v Telči a ve správním okrese Dačice zůstaly i po územní reorganizaci roku 1948, kdy v rámci okresu spadaly také pod nově vzniklý Jihlavský kraj. Při další územní reorganizaci v polovině roku 1960 připadly s moravskými obcemi pod správní okres Jindřichův Hradec a Jihočeský kraj, což trvalo až do zrušení okresního úřadu v Jindřichově Hradci koncem roku 2002. Od poloviny roku 1979 byly Horní Němčice připojeny pod obec Studená, od r. 1990 jsou opět samostatnou obcí. Od roku 2003 spadají pod pověřený Městský úřad v Dačicích v samosprávném Jihočeském kraji.

### Vývoj obce do konce 20. století
Ve druhé polovině 19. století a v 1. polovině 20. století se většina obyvatelstva obce živila zemědělstvím. K roku 1911 se uvádí živnosti: 1 hostinský, 1 kovář, 3 mlynáři, 1 obchodník se smíš. zbožím a 1 prodejce tabáku. K roku 1924: 1 hostinský, 1 kovář a podkovář, 1 obchodník s dobytkem, 1 obchodník se smíš. zbožím, 1 mlynář, 1 pilař, 1 trafikant, 19 hospodařících rolníků. Na Studenském potoce Nacházelův mlýn. Obec byla elektrifikována připojením na síť ZME Brno roku 1946.
Po roce 1945 byl vybudován zemědělský areál, provedena přestavba rodinných domků. JZD v obci vzniklo roku 1957. V roce 1974 bylo sloučeno s JZD Jilem a v roce 1978 do JZD Svornost Studená. Nyní převládající zaměstnání: zemědělství, soukromě hospodařící rolníci, malování skla, kamenolom.

### Škola
Obec bývala přiškolena do Studené. Od 30. let 19. století do roku 1869 docházel v zimě učitelský pomocník do vsi a vyučoval po domech. V roce 1889 byla v obci postavena nákladem 5 700 zl. nová budova školy. Jednotřídní škola byla zrušena roce 1972 a žactvo bylo převedeno do Studené.

## Doprava
Nejbližší železniční stanice jsou v Jihlávce a Popelíně.

## Pamětihodnosti
K 10. výročí vzniku Československé republiky a padlým v první světové válce postaven v roce 1928 pomník, v jehož horní části je hlava T. G. Masaryka a nápis Pravda vítězí.
U čp. 5 stojí křížek a kovová zvonička.
Severně od vsi se nachází výklenková kaplička.